# La Chaussée (Vienne)
La Chaussée is een gemeente in het Franse departement Vienne (regio Nouvelle-Aquitaine) en telt 179 inwoners (1999). De plaats maakt deel uit van het arrondissement Châtellerault.

## Geografie
De oppervlakte van La Chaussée bedraagt 13,8 km², de bevolkingsdichtheid is 13,0 inwoners per km².
De onderstaande kaart toont de ligging van La Chaussée (Vienne) met de belangrijkste infrastructuur en aangrenzende gemeenten.

## Demografie
Onderstaande figuur toont het verloop van het inwonertal (bron: INSEE-tellingen).